# ユゼフ・ピウスツキ
ユゼフ・クレメンス・ピウスツキ（ポーランド語: Józef Klemens Piłsudski[a] ポーランド語: [ˈjuzɛf ˈklɛmɛns pʲiwˈsutskʲi] ( 音声ファイル)、1867年12月5日 - 1935年5月12日）は、ポーランド共和国の建国の父にして初代国家元首、国防相、首相。ポーランド軍創立者にして元帥。独裁的な政権で同国を盛り立てたことで知られる。文化人類学者でアイヌ研究家のブロニスワフ・ピウスツキは兄。ピルスツキ、ピルスヅキ、ピルツスキー、ピルスーツキイとも表記される。

## 生涯
ロシアの農村、ズウフ（Zułów、現在、リトアニア領Zalavas）にて没落したポーランド貴族の家庭に生まれ、ヴィリニュス（後にポーランド領、現リトアニアの首都）の学校に通う。母親マリアから当時ロシア政府によって禁止されていたポーランド語の読み書きと自国の歴史を学ぶ。ピウスツキの独立精神は母親の教育によるものが大きい。1884年、母マリア死去。

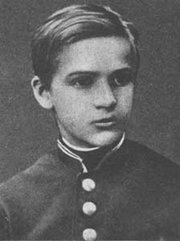
少年時代のユゼフ・ピウスツキ

### 独立運動
1886年からハリコフ大学で医学を学ぶ。ところが、1887年3月、ロシア皇帝アレクサンドル3世暗殺計画が発覚。レーニンの兄であるアレクサンドル・ウリヤーノフを含む首謀犯は死刑となる。彼らに近かったブロニスワフ・ピウスツキは捕えられ、懲役15年の判決を受ける。弟ユゼフも連座し、5年間の懲役判決を受け、キレンスクなどイルクーツク周辺へ流刑となる（ここでの懲役とは、囚人農場での強制労働（en:Katorga）のことである）。流刑地ではポーランド人流刑者や社会主義思想家と出会うこととなった。
1892年、解放。ヴィリニュスに戻り、ポーランド社会党を創立。地下新聞「Robotnik（労働者）」を発行する。
1900年、政府によって投獄されるが、発狂したとみせかけ、サンクトペテルブルクの精神病院へ移送されたところを脱走。

### 日露戦争から第一次世界大戦まで
1904年7月、日露戦争中の日本を訪問。ポーランド独立のための支援を要請する。ところがこのとき、ポーランド国民連盟代表ロマン・ドモフスキ（Roman Dmowski）が既に来日、ポーランド人捕虜を慰問するなど工作を行っていたため、大規模な日本政府の援助は受けられなかった。東京でピウスツキはドモフスキと偶然出会い、9時間に及ぶ激しい議論を行った。
1906年、ポーランド社会党がロシア第一革命の影響を受け親ロシア的になると、反ロシア・独立派のピウスツキは孤立する。
1908年、後のポーランド軍となる私設軍隊を創設する。
1914年、第一次世界大戦勃発。ポーランド軍はオーストリア軍の一部として行動する。1917年、ウィルソン米大統領、十四か条の平和原則を発表、ポーランド建国を提言。ドモフスキはローザンヌにポーランド国民委員会を設立。このとき、ピウスツキはポーランド軍がドイツ・オーストリア軍の一部となることを拒否したため、マルデブルク監獄に投獄される。

### 独立ポーランドの指導者として
1918年11月、ドイツ革命が起こると、ピウスツキは出獄してワルシャワに戻り、ポーランド第二共和国国家元首となる。翌年1月、イグナツィ・パデレフスキ首相による内閣発足。1920年のポーランド・ソビエト戦争ではフランス軍事顧問団やシモン・ペトリューラらウクライナ人民共和国残党の協力のもとキエフまで進撃するが赤軍に敗退、ワルシャワ近郊十数ｋｍの地点まで攻め込まれるがヴィスワ川の奇跡と呼ばれるほどの逆転勝利に成功（ワルシャワの戦い (1920年)）。敗退する赤軍を数百ｋｍ追撃したためポーランドは東方に大きな領土を獲得した。

### サナツィア体制

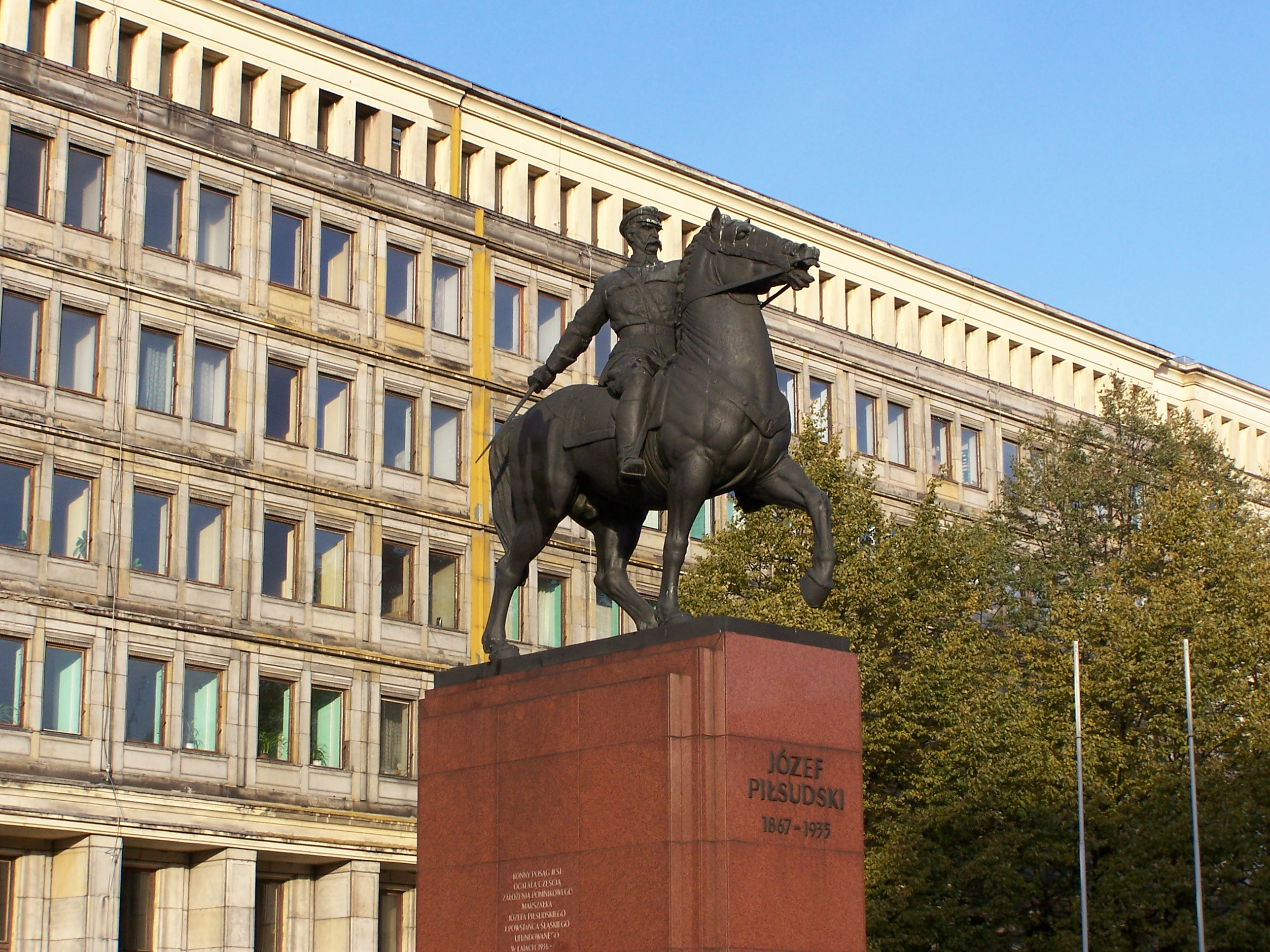
カトヴィツェのピウスツキ像

1921年にドモフスキが「三月憲法」を制定。これは議会の力を強め大統領の権限を弱めるものであったため、ピウスツキは大統領には立候補せず、1923年に引退を宣言。しかし、初代大統領のガブリエル・ナルトヴィチが「ユダヤ人によって大統領になった」との噂から暗殺されたことや、短期政権による場当たり的な政策から激しいインフレが引き起こされたことから、国家は混乱に陥った。
1926年5月12日、ピウスツキはクーデター「五月革命」を起こす。絶大な人気により、政府内にもクーデターの協力者が出る状態であったが、政府側もよく抵抗した。結局、鉄道労働者の協力があったため、クーデター軍が数日で勝利した。犠牲者は500人程度だといわれている。ピウスツキは大統領にはならず、国防相と首相の立場から実権を握った。この独裁期間は反対者を収監するなど、ファシスト的な独裁ではあったが、政治腐敗の一掃を行ったため、サナツィア（清浄化）体制と呼ばれている。ピウスツキは反ユダヤ主義に否定的で、かつてのポーランド・リトアニア共和国（ヨーロッパ初の成文憲法「5月3日憲法」でその民主主義の理念が頂点に達した）のようにポーランドを諸民族が融和するコスモポリタンな多民族国家として育てようと考えており、この点でサナツィア体制はファシズムとは異なる。そのためピウスツキは国内のユダヤ人からも支持を獲得した。

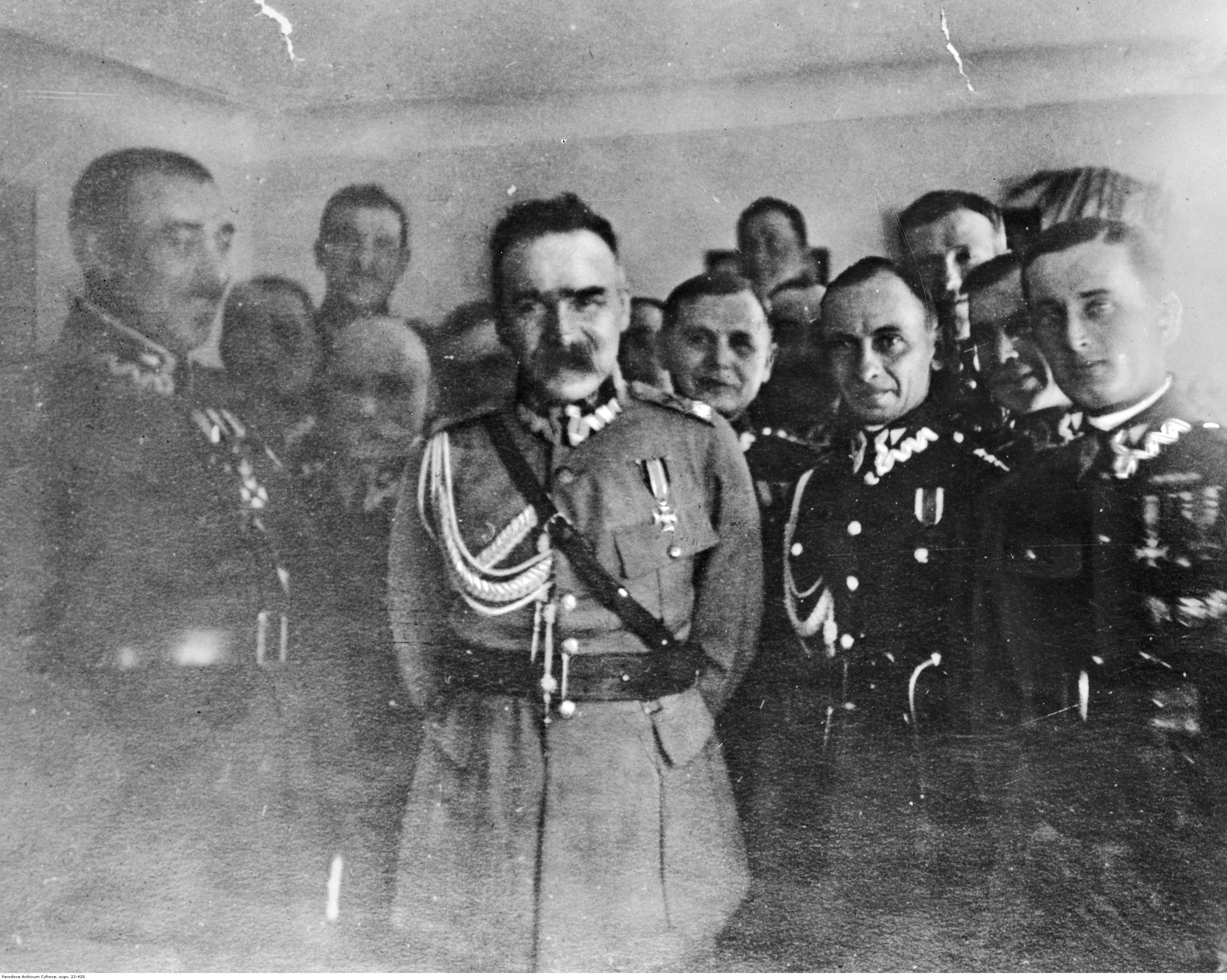
将校たちと（1920年代後半）

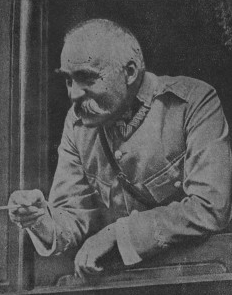
晩年のピウスツキ（1935年）

1932年にソビエト連邦とソ連・ポーランド不可侵条約を、1934年にはナチス・ドイツとドイツ・ポーランド不可侵条約を結んだ。これらの条約はドイツやソ連を利するものだという批判もあった。ピウスツキは不可侵条約による安定は長くは続かず、いつかはナチス・ドイツやソ連がポーランドを侵略しようとするだろうと考えていた。「この2つの条約がある状態というのは、ポーランドが2つの椅子に両脚を乗せているようなものである。こんな状態は長くは続かないだろう。いまやどちらの椅子からひっくり返るか、そしてそれはいつなのか、ということだ」と述べた。
1933年にアドルフ・ヒトラーが政権の座に着くと、ピウスツキはフランスと協力してドイツに対する予防戦争に打って出ることを画策したとされる。しかしフランス国内に厭戦気分が強かったため、フランスはこういった戦争がヴェルサイユ条約違反となることを理由にピウスツキの対独戦争の極秘提案を断ってきたと言われている。翌年ドイツとの不可侵条約が結ばれたのはこういう経緯があった。
ヒトラーはポーランドに対し、ドイツ・ポーランド同盟を結び共産主義のソ連に対抗することを提案した。ピウスツキはこの提案を拒否した。スターリンがトロツキーと異なり一国社会主義を標榜していることから、ソ連は当面の間はポーランドにとって直接の脅威にはならないと考えた。ピウスツキはむしろナチス・ドイツに対する戦争を考えており、その準備のために時間稼ぎをしようしていた。ヒトラーはピウスツキとの首脳会談を提案したが、ヒトラーの著書「わが闘争」に見られるようなエスノセントリズムや反ユダヤ主義といった過激な民族主義を標榜するナチズムを異常な思想だとして軽蔑していたピウスツキはこれを無視した。それどころか、ピウスツキはフランスやイギリスとの関係を強固にし、ドイツを支配していた危険なナチズム体制を攻略する機会を窺っていたのである。

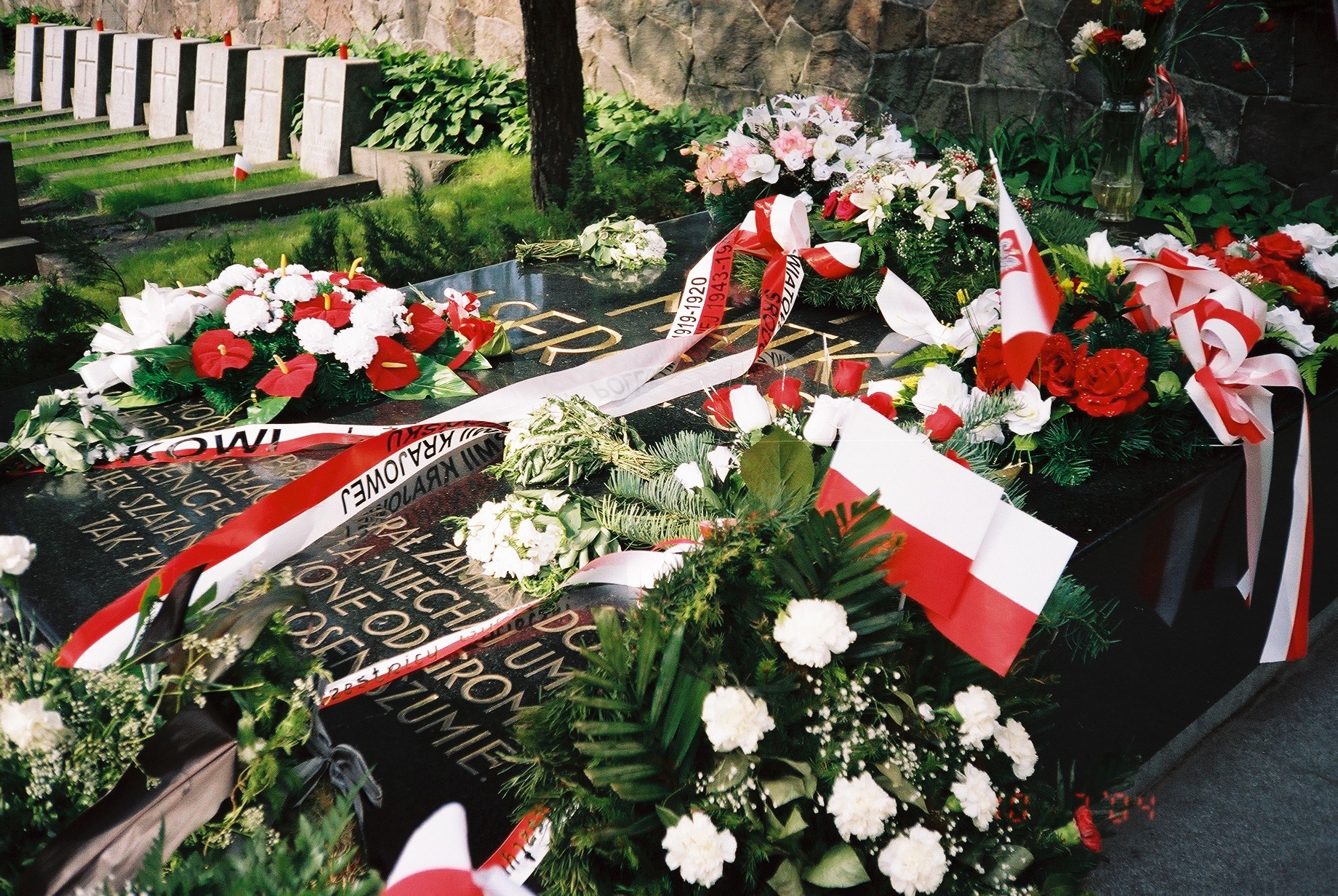
ヴィリニュスにある墓

1935年3月12日、肝臓癌のためワルシャワで死去。67歳。遺体はクラクフのヴァヴェル大聖堂に、心臓は母親の遺体とともにヴィリニュスに埋葬された。
ピウスツキの死去から4年後の1939年8月23日、ドイツとソ連は独ソ不可侵条約（モロトフ＝リッベントロップ協定）を結び、その際に両国間で交わされた秘密議定書においてポーランドの領土の分割を取り決めた。同年9月1日、ドイツ軍がポーランド侵攻を開始。9月17日にはソ連軍も東部国境より侵攻し、9月末には、ポーランドは独ソ両国により分割占領され、再び地図の上からは消滅してしまった。

## 評価
1795年の第三次ポーランド分割以降、123年ぶりにポーランドを独立させたピウスツキは、ポーランドの英雄の一人である。しかし、後年、とりわけ共産主義体制時代には、独裁者となりナチス・ドイツと条約を結んで1939年のポーランド侵攻を招く隙をつくったとされ、公式の評価は下がった。とはいえ、当時も現在も国民の人気は非常に高い。
ピウスツキは晩年には警察権力で反対勢力を弾圧したりして言論の自由を制限したのは確かである。それであっても彼の体制下では形式的ながら複数政党制も存在し、反対する政党が機関紙を出すことも自由であった。伝統的に反キリスト的思想であるとしてユダヤ教徒への不信感が根強かったものの、ユダヤ教徒とキリスト教徒の間の暴力的対立は起きていなかったポーランドでは、ユダヤ人に対する政策は他のヨーロッパ諸国と比べると穏健で、この国でユダヤ人が本格的に迫害されたのはヒトラーのナチス・ドイツによる占領後のことである。これはピウスツキがポーランドを多民族国家にする（ポーランド・リトアニア共和国の多民族共存社会に戻す）という理念（ヤギェウォ理念）を持っていたためでもある。
2008年に発行された10ズウォティ記念紙幣に肖像が使用されている。

## 日本との関係
兄のブロニスワフと共に、ユゼフも日本と深い縁があった。前述の通り、日露戦争下の東京へ、ポーランド軍蜂起の計画書や日本とポーランドの同盟案の覚書を持参してきた。政府による大規模な協力は得られなかったが、日本に対しては好印象を持ち続け、後の独裁者の地位にあった1928年には、日露戦争時に軍功のあった日本軍将校たち51名に勲章を授与している。
ピウスツキ家の男系はポーランドでは絶えており、日本にのみいる。彼らはユゼフの兄ブロニスワフ（樺太で樺太アイヌの女性と結婚）の息子の家系で、現在横浜に住んでいる。唯一の男性子孫であった木村和保は2022年12月17日までに死去している。

## 参考資料
- ステファン・キェニェーヴィチ　『ポーランド史』　加藤一夫訳、恒文社、1986年、ISBN 4770406371
- 渡辺克義編　『ポーランドを知るための60章』　明石書店、2001年、ISBN 4750314633